# Sweet Daddy (film, 1924)

Sweet Daddy est un film muet américain réalisé par Leo McCarey et sorti en 1924.

## Synopsis
Le patron de Jimmy Jump lui demande de rencontrer sa petite-nièce et son chien afin de les divertir. Jimmy achète un ballon et part attendre l'arrivée du duo à la gare. Il confond par erreur la nièce et son chien avec une autre fille et se retrouve poursuivi par la police pour kidnapping. Après quelques péripéties, il rencontre finalement la nièce, qui est une jeune femme très séduisante. De retour à la gare pour le départ de la nièce, Jimmy essaye de cacher le chien au policier de faction, et lorsque Jimmy monte dans le train, il sent qu'il a fait une semaine de travail en une seule journée.

## Fiche technique
- Réalisation : Leo McCarey
- Producteur : Hal Roach
- Genre: comédie
- Date de sortie :
  - États-Unis : 17 août 1924

## Distribution
- Charley Chase
- Westcott Clarke
- Jules Mendel
- Earl Mohan
- Martha Sleeper